# Dubo River
Der Dubo River, auch bekannt als D’bor River, Dubor, Dru River,  ist ein Fluss in der Republik Liberia in  Westafrika.

## Verlauf
Der Fluss hat eine Länge von etwa  100 km, er entspringt im Bergland Tiehnpo Range im südwestlichsten Teil des River Gee County und durchfließt in zahllosen Windungen den Grand-Kru-County. Der Fluss mündet etwa 10 Kilometer nordwestlich der Küstenstadt Sasstown in den Atlantik.

## Besiedelung
Die Landschaft des Dubo River wird vom Tropischen Regenwald geprägt und ist nur dünn besiedelt. Das Gebiet gehörte zu den Regionen Liberias, die am längsten von der indigenen Bevölkerung gegen die Bestrebungen der Amerikoliberianischen Zuwanderer behauptet wurde.
Noch in den 1920er Jahren war die Region Schauplatz erbitterter Kämpfe. Die auch innerhalb der indigenen Bevölkerungsgruppen ausgetragenen Konflikte um die Vorherrschaft beim lukrativen Küstenhandel wurden als Kru Wars (deutsch: Kru-Kriege) bekannt. Erst Anfang der 1930er Jahre wurden die letzten Aufstände mit großer Brutalität seitens der Regierungstruppen niedergeschlagen.

## Rohstoffe
Im Ergebnis einer Lagerstättenerkundung konnten am Oberlauf des Dubo River Goldvorkommen nachgewiesen werden. Die Region war immer dünn besiedelt, ein Straßennetz ist praktisch nicht vorhanden.